# Happier Than Ever (canção)
"Happier Than Ever" é uma canção da cantora estadunidense Billie Eilish, contida em seu segundo álbum de estúdio de mesmo nome (2021). A faixa foi composta pela artista e seu irmão Finneas O'Connell, sendo produzida pelo mesmo. Em 30 de julho de 2021, no dia do lançamento do álbum, "Happier Than Ever" ganhou um vídeo musical dirigido pela cantora.

## Antecedentes
Eilish confirmou que estava trabalhando em seu segundo álbum de estúdio em novembro de 2020, e que o projeto tinha um total de 16 faixas e citou a pandemia do COVID-19 como inspiração para seu conteúdo. A música "Happier Than Ever" foi usada pela primeira vez no documentário Billie Eilish: The World's a Little Blurry, do Apple TV+, onde uma parte de sua letra "quando estou longe de você, estou mais feliz do que nunca, gostaria de poder explicar isso melhor, queria que não fosse verdade" foram revelados. Eilish anunciou um lançamento musical em abril de 2021, postando "as coisas estão vindo" em sua conta do Instagram. Uma semana depois, em 26 de abril, ela lançou um trecho de 15 segundos da música em sua conta oficial, cujo visual ela se senta em uma cadeira de costas para a câmera. A revista britânica DIY descreveu o vídeo da faixa como "despojado", especulando que é "boas-vindas à nova era de Billie".
| “ | [Foi] provavelmente a música mais terapêutica que eu já escrevi ou gravei, como sempre, sempre, porque eu gritei e mal conseguia falar depois, o que foi muito satisfatório para mim de alguma forma. Eu queria ouvir aqueles gritos por um longo tempo e foi muito bom também. | ” |
|   | — Eilish sobre a canção. |   |

## Recepção
Justin Curto, da revista Vulture, escreveu que "Happier Than Ever" como "uma balada suavemente dedilhada para um monstruoso rock destruidor". David Smyth, do Evening Standard, a chamou de " uma música soul acústica jazzística", enquanto Angie Martoccio da Rolling Stone a chamou de " pop-punkcatártico". Escrevendo para Harper's Bazaar, Bianca Betancourt concordou que a música é uma "balada emocional".

## Vídeo musical
O vídeo foi lançado no mesmo dia da faixa e do álbum. Nele, Eilish anda de um lado para outro em uma sala glamorosa e executa a música ao telefone. No meio do caminho, conforme a música se transforma, ela abre a porta e a água entra no quarto. O clipe termina "catártico [aliado]" enquanto Eilish está dançando no telhado no meio de uma chuva torrencial. De acordo com Betancourt, Eilish "narra sua decepção com um parceiro através de um telefone fixo antigo e aproxima-se do fim de seu relacionamento". Curto considerou "uma onda de emoção corresponder àquele glorioso colapso da guitarra".